# دیمیترا فیمی
دیمیترا فیمی (انگلیسی: Dimitra Fimi؛ زادهٔ ۲ ژوئن ۱۹۷۸) محقق دانشگاهی، مدرس ادبیات، زبان‌شناس و استاد دانشگاه گلاسکو است. زمینه تحقیقاتی او شامل نوشته‌های جی آر آر تالکین و ادبیات فانتزی کودکان است. در سپتامبر ۲۰۱۸ او به عنوان مدرس فانتزی و ادبیات کودکان در دانشگاه گلاسکو منصوب شد. این نخستین باری بود که اصطلاح "فانتزی" در یک جایگاه آکادمیک در بریتانیا مورد استفاده قرار گرفت.